# Tern Island
Tern Island (in italiano «isola delle sterne») è una minuscola isola corallina dell'atollo French Frigate Shoals nelle Hawaii nord-occidentali, a 23°52′12″N 116°17′02.4″W, più o meno 790 km a nord-ovest di Oahu. Ricopre una superficie di 105.276 m² e costituisce un terreno di nidificazione per 18 specie di uccelli marini, oltre che per specie minacciate come la tartaruga verde e la foca monaca delle Hawaii. Viene utilizzata come stazione di ricerca sul campo nel monumento nazionale marino di Papahānaumokuākea dallo United States Fish and Wildlife Service.

## Storia
Dopo la battaglia delle Midway, la U.S. Navy costruì una stazione aeronavale su Tern Island, allargando la superficie dell'isola quel tanto che bastava a contenere una pista di atterraggio di 1005 m. La funzione principale della stazione era quella di fornire un atterraggio di emergenza per gli aerei che volavano tra le Hawaii e l'atollo di Midway. Sono ancora presenti i resti della diga frangiflutti, della pista di decollo e di alcuni degli edifici.
La base navale rimase operativa dal 1942 al 1946; successivamente, dal 1952 al 1979, essa venne utilizzata come stazione della Guardia Costiera degli Stati Uniti. Nel 1969, uno tsunami spazzò via gran parte della stazione, che dovette essere ricostruita.
Attualmente l'accesso all'isola è rigorosamente riservato a biologi e ricercatori dotati di un permesso speciale.